# Jorge Antonio Ortíz
Jorge Antonio Ortíz (ur. 1 czerwca 1984 w Concepción) – boliwijski piłkarz występujący na pozycji obrońcy. Zawodnik klubu Blooming.

## Kariera klubowa
Ortíz zawodową karierę rozpoczynał w 2003 roku w zespole Blooming. W 2005 roku zdobył z nim mistrzostwo fazy Apertura. Sezon 2008 spędził na wypożyczeniu w Bolívarze, a sezon 2009 w The Strongest. W 2010 roku podpisał kontrakt z tym zespołem. W 2011 roku wrócił jednak do Blooming.

## Kariera reprezentacyjna
W reprezentacji Boliwii Ortíz zadebiutował w 2007 roku. W tym samym roku został powołany do kadry na Copa América. Na tamtym turnieju, zakończonym przez Boliwię na fazie grupowej, zagrał tylko w zremisowanym 2:2 meczu z Peru.